# كأس التحدي الإسكتلندي 2008–09
كأس التحدي الإسكتلندي 2008–09 (بالإنجليزية: 2008–09 Scottish Challenge Cup)‏ هو موسم من كأس التحدي الإسكتلندي ‏. كان عدد الأندية المشاركة فيه 30، وفاز فيه أردريونيانز.